# Chiukepo Msowoya
Chiukepo Msowoya (né le 23 septembre 1988) est un footballeur international malawite, qui joue au poste d'attaquant pour le CD Costa do Sol au Mozambique.

## Biographie

### Sélection nationale
Msowoya a joué avec le Malawi à diverses occasions. Lors des qualifications pour la Coupe du monde 2010, il a marqué 6 buts.